# カラム地理学メダル
カラム地理学メダル（カラムちりがくメダル、英語: Cullum Geographical Medal）はアメリカ地理学協会（American Geographical Society、AGS）の最古の賞の1つ。
アメリカ軍少将でアメリカ地理学協会副会長を務めたジョージ・ワシントン・カラム（George Washington Cullum、1809 – 1892）の遺産によって創設され、「地理学的な発見によって著名な業績を挙げた者または地理学の前進に貢献した者」に贈られる。最初の受賞者は、1896年に受賞したロバート・ピアリーである。メダルのデザインはリディア・フィールド・エメット（Lydia Field Emmet）である。

## 受賞者
- 1896年：ロバート・ピアリー
- 1897年：フリチョフ・ナンセン
- 1899年：ジョン・マレー
- 1901年：トマス・メンデンホール
- 1902年：アーサー・ドナルドソン・スミス
- 1903年：ルイージ・アメデーオ・ディ・サヴォイア＝アオスタ
- 1904年：Georg von Neumayer、スヴェン・ヘディン
- 1906年：Robert Bell、ロバート・スコット
- 1908年：ウィリアム・モーリス・ディヴィス
- 1909年：Francisco P. Moreno、アーネスト・シャクルトン
- 1910年：Hermann Wagner
- 1911年：Jean B. A. E. Charcot
- 1914年：サー・ジョン・スコット・ケルティ、エレン・センプル
- 1917年：ジョージ・ワシントン・ゲーソルズ
- 1918年：Frederick Haynes Newell
- 1919年：エマニュエル・デュ・マルゲリー、ヘンリー・フェアフィールド・オズボーン
- 1921年：アルベール1世
- 1922年：Edward A. Reeves
- 1924年：Jovan Cvijić
- 1925年：Lucien Gallois、Harvey C. Hayes、Pedro C. Sanchez
- 1929年：Jean Brunhes、アルフレート・ヘットナー、Hugh Robert Mill、Jules de Schokalsky
- 1930年：Curtis Fletcher Marbut
- 1931年：Mark Jefferson
- 1932年：バートラム・トマス
- 1935年：Douglas Johnson
- 1938年：Louise Arner Boyd
- 1939年：エマニュエル・ドゥ・マルトンヌ
- 1940年：Robert Cushman Murphy
- 1943年：Arthur Robert Hinks
- 1948年：Hugh Hammond Bennett
- 1950年：ハンス・アールマン
- 1952年：Roberto Almagia
- 1954年：British Everest Expedition
- 1956年：J. Russell Smith
- 1958年：チャールズ・ソーンスウェイト
- 1959年：アルバート・パドック・クレイリー
- 1961年：モーリス・ユーイング
- 1962年：Richard Joel Russell
- 1963年：レイチェル・カーソン
- 1964年：John Leighly
- 1965年：Kirtley Fletcher Mather
- 1967年：ピーター・ハゲット
- 1968年：ルナ・レオポルド
- 1969年：ニール・アームストロング、エドウィン・オルドリン、マイケル・コリンズ
- 1973年：ブルース・ヘーゼン
- 1975年：Rene Dubos
- 1985年：チョーンシー・ハリス
- 1987年：ケネス・ヘア、イーフー・トゥアン
- 1989年：M. Gordon Wolman
- 1997年：Melvin G. Marcus
- 1999年：ジャック・デンジャモンド、David Lowenthal
- 2001年：Wilbur Zelinsky
- 2009年：Peter Smith、Matthew Henson[1]
- 2014年：Lee Schwartz

## 関連文献
- Wright, John Kirtland (1952), Geography in the making: the American Geographical Society, 1851–1951, New York: American Geographical Society.